# فيرنر بيتر
فيرنر بيتر (بالألمانية: Werner Peter)‏ (25 مايو 1950 في ألمانيا - ) هو لاعب كرة قدم ألماني (وحمل سابقاً جنسية ألمانيا الشرقية) في مركز الهجوم، شارك في الألعاب الأولمبية الصيفية 1980. وشارك مع منتخب ألمانيا الشرقية لكرة القدم. أما مع النوادي، فقد لعب مع نادي هالشر.

## مسيرته الكروية
لعب فيرنر بيتر خلال مسيرته الاحترافية مع نادِ واحدٍ في أربعة عشر موسمًا وسجل خلالها 85 هدفًا ضمن 277 مباراة. ولم يفز بأي موسم بالكأس أو بالدوري.
خاض فيرنر بيتر مسيرته مع نادي هالشر في موسم 1970–71 ليلعب معه أربعة عشر موسمًا، مشاركًا في 277 مباراة سجل خلالها 85 هدفًا.

## وصلات خارجية
- فيرنر بيتر على موقع الاتحاد الأوربي (الإنجليزية)
- فيرنر بيتر على موقع قاعدة بيانات كرة القدم.إي يو (الإنجليزية)
- فيرنر بيتر على موقع بيانات كرة القدم. دي إي (الألمانية)
- فيرنر بيتر على موقع ناشيونال فوتبول تيمز (الإنجليزية)
- فيرنر بيتر على موقع عالم كرة القدم.نت (الإنجليزية)
- فيرنر بيتر على موقع أوليمبيديا (الإنجليزية)